# Rosario + Vampire
Rosario + Vampire (ロザリオとバンパイア Rozario to Banpaia?, lit. Rosario + Vampiro) es un manga escrito e ilustrado por Ikeda Akihisa y publicado en la Gekkan Shōnen Jump desde el agosto de 2004 hasta la cancelación de la revista en junio de 2007, llegando un total de 10 volúmenes tankōbon; un capítulo extra fue publicado en la Shūkan Shōnen Jump, en septiembre de 2007. La segunda temporada del manga comenzó a publicarse en la Jump Square de Shūeisha, comenzando el 15 de febrero de 2008 y finalizando el 2 de mayo de 2014, con 14 volúmenes. La adaptación al anime comenzó a emitirse en Japón el 3 de enero de 2008 y finalizó el 27 de marzo del mismo año. Tras el éxito de la serie, se emitió una segunda temporada entre el 1 de octubre y el 24 de diciembre de 2008.

## Argumento
Tsukune Aono es un estudiante de 15 años, el cual se ve forzado a ingresar a un misterioso internado, la Academia Privada Youkai. Dentro de la academia, Tsukune conoce a una hermosa chica con un rosario en el cuello llamada Moka Akashiya, quien resulta ser un vampiro. Tsukune descubre después que la Academia Privada Youkai es un instituto para enseñar clandestinamente a los monstruos a vivir en el mundo humano pacíficamente. Ahora deberá enfrentar los peligros de la Academia Youkai con la ayuda de Moka y sus amigos del club de periodismo, que poco a poco irá conociendo: Kurumu Kurono, Yukari Sendou, Ruby Toujou, Mizore Shirayuki, Ginei Morioka y Kokoa Shuzen. La historia recalca los sentimientos de amor, amistad y protección mutua que ocurren entre los personajes.
La historia se concentraba en mantener el secreto de Tsukune, el cual era su verdadera forma, un ser humano, ya que en la Academia Youkai ningún humano es bienvenido. Pero, esto cambia cuando este es descubierto por los de la comisión de seguridad pública, arriesgando su vida para salvar a Inner Moka (Moka interna), donde el muere, pero por la inyección de sangre de esta él se salva. Todo da un giro con la transformación de Tsukune en ghoul debido a las múltiples veces que Moka inyectó sangre en él para salvarlo y por la amenaza de Outcast Ayashi de matarlo. A esto hay que agregar la llegada y posterior batalla con el grupo “Antitesis”, que desea unir el mundo de los monstruos con el de los humanos, para que así haya un caos total. La batalla con el líder de Antítesis, Hokuto, y el posterior desastre causado por el Espejo de Lilith, marcan el final del primer arco argumental.
La historia continua con la secuela llamada Rosario + Vampire: Season II, que se enfoca más en la familia de Moka y la explicación de su oscuro y olvidado pasado. Es importante destacar la adición del personaje de Kokoa, quien es la hermana menor de Moka. Además se dará a conocer el verdadero poder de Aono Tsukune y el secreto que encierra la sangre de Moka.

### Anime
Aunque el anime sigue los mismos patrones argumentales del manga, la presentación de los personajes y la cronología de la historia es diferente. Es importante destacar que no sigue una historia lineal y concreta, como el manga. Se omite los efectos de la sangre de Moka en Tsukune, su posterior transformación en ghoul, y la pelea con Antítesis. Además se agregan historias que no aparecen en el manga.
La primera temporada culmina con la pelea con la corrupta Guardia de la Academia Youkai. La segunda temporada termina con la búsqueda de un nuevo rosario para Moka de parte de Tsukune, ya que el que tenía la Academia se rompió y Moka reemplazó el suyo por el de la Academia para que no sucediera una catástrofe entre el mundo Yökai y el de los humanos. Estos sucesos, y la posterior batalla con el padre de Moka, no aparecen en el manga, el cual continua siguiendo una historia totalmente diferente.
La empresa norteamericana Funimation editó en 2011 las dos temporadas de la serie (Rosario + Vampire y Rosario + Vampire Capu2) tanto en DVD como en Blue-ray.

## Personajes
Tsukune Aono (青野 月音 Aono Tsukune?)
Seiyū: Daisuke Kishio.
Es el protagonista masculino de la serie. Tsukune Aono era un ser humano promedio que por error se inscribió en la Academia de Monstruos Yökai. En el camino a la escuela tiene su primer encuentro con Moka Akashiya, una vampiro que se interesa en él debido a su soledad vivida en el mundo de los humanos y por el dulce sabor de su sangre. Aunque al comienzo de la serie no tiene poderes especiales siempre intenta proteger a sus amigos a costa de su vida; y es el único que puede retirar el rosario que lleva Moka. Más adelante en el manga, luego de ser herido y necesitar que Moka le dé su sangre para sobrevivir, Tsukune se transforma en un híbrido humano-vampiro shinso, pudiendo únicamente transformarse cuando ésta le da su sangre, pero luego de esto y luego de que él y Moka queden malheridos en una batalla, Moka es forzada por Tsukune a darle más sangre para poder vencer al oponente, al hacer esto, Tsukune se transforma momentáneamente en un gul, perdiendo su capacidad de razonamiento. Moka pelea con este Tsukune con el objetivo de matarlo, pero no lo logra, y el director sella los poderes de Tsukune en una pulsera llamada Holy Lock. Más adelante en la historia, Tsukune pide a Tōhō Fuhai que utilice su Técnica de Modificación Humana, para transformarse totalmente en un vampiro shinso y salvar a Moka, Tsukune sobrevive al ritual de las 109 agujas gracias a Kurumu, quien lo besa cuando estaba transformado en Jet Black para que Tōhō pudiera insertar la centésimo novena aguja en el corazón de Tsukune, dando como finalizado el ritual. Esta última parte es exclusiva del manga, ya que la adaptación a anime de Gonzo es muy poca fiel a la historia original y posee otras historias originales, como la supuesta escena final de Capu2, encontrándose Tsukune con el padre de Moka, Issa Shuzen.
Moka Akashiya (赤夜 萌香 Akashiya Moka?)
Seiyū: Nana Mizuki.
Moka Akashiya, la protagonista principal femenina, es la primera persona en hablar con Tsukune. Moka es un vampiro y aun así le toma cariño a Tsukune, y después de probar su sangre se vuelve adicta a esta. Cuando se le retira el rosario de su pecho, se libera su verdadera naturaleza; fría y orgullosa, esta Moka es una entidad completamente diferente a cuando tiene el collar que es dulce y amable. Pero el rosario es solo un sello protector ya que la Moka original es su identidad vampira, en su infancia la madre de Moka decide sellar sus poderes de vampiro con el rosario, para poder asistir al mundo humano, pero al estar en la academia Yōkai y mientras más se transforma en Ura Moka el sello se debilita.

## Multimedia

### Anime

#### Banda sonora
| Temporada | Canción                    | Letrista     | Composición       | Arreglos                          |
| --------- | -------------------------- | ------------ | ----------------- | --------------------------------- |
| Primera   | Cosmic Love                | Ryoji Sonoda | Junpei Fujita     | Junpei Fujita                     |
| Primera   | Dancing in The Velvet Moon | Nana Mizuki  | Noriyasu Agematsu | Noriyasu Agematsu Masato Nakayama |
| Segunda   | Discotheque                | Ryōji Sonoda | Noriyasu Agematsu | Noriyasu Agematsu                 |
| Segunda   | Trinity Cross              | Nana Mizuki  | Nana Mizuki       | Hitoshi Fujima                    |

### Sencillos

#### Rosario + Vampire
| N.º | Cantante                        | Temas                                        | Letra             | Compositor        | Arreglos          | Inserción en la historia | Etiqueta  | Fecha                |
| --- | ------------------------------- | -------------------------------------------- | ----------------- | ----------------- | ----------------- | ------------------------ | --------- | -------------------- |
| 1   | Moka Akashiya (Nana Mizuki)     | Akai Jounetsu                                | Ryoji Sonoda      | Noriyasu Agematsu | Daisuke Kikuta    | 5, 2-3                   | KICM-3167 | 2 de febrero de 2008 |
| 1   | Moka Akashiya (Nana Mizuki)     | Akai Sweet Pea (Seiko Matsuda)               | Takashi Matsumoto | Karuho Kureta     | Junpei Fujita     | 8                        | KICM-3167 | 2 de febrero de 2008 |
| 2   | Kurumu Kurono (Misato Fukuen)   | Nagisa no Deka Melon                         | Nagae Kuwabara    | Junpei Fujita     | Junpei Fujita     | 5                        | KICM-3168 | 2 de febrero de 2008 |
| 2   | Kurumu Kurono (Misato Fukuen)   | Toki ni Ai wa (Iyo Matsumoto)                | Amii Ozaki        | Amii Ozaki        | Hitoshi Fujima    | 2-13                     | KICM-3168 | 2 de febrero de 2008 |
| 3   | Yukari Sendo (Kimiko Koyama)    | Magical Romance                              | Sakura Tanpopo    | Noriyasu Agematsu | Daisuke Kikuta    | 4                        | KICM-3169 | 2 de febrero de 2008 |
| 3   | Yukari Sendo (Kimiko Koyama)    | Delicate ni Suki Shite (Takako Ota)          | Yoshiaki Furuta   | Yoshiaki Furuta   | Daisuke Kikuta    |                          | KICM-3169 | 2 de febrero de 2008 |
| 4   | Mizore Shirayuki (Rie Kugimiya) | Yukidoke no Koigokoro                        | Ryoji Sonoda      | Noriyasu Agematsu | Noriyasu Agematsu | 7                        | KICM-3170 | 26 de marzo de 2008  |
| 4   | Mizore Shirayuki (Rie Kugimiya) | Slow Motion (Akina Nakamori)                 | Etsuko Kisugi     | Takao Kisugi      | Junpei Fujita     | 2-13                     | KICM-3170 | 26 de marzo de 2008  |
| 5   | Rubi Tōjō (Saeko Chiba)         | Tomodachi da yo...                           | Sakura Tanpopo    | Hitoshi Fujima    | Hitoshi Fujima    | 10                       | KICM-3171 | 26 de marzo de 2008  |
| 5   | Rubi Tōjō (Saeko Chiba)         | Hanashikake Takatta (Yoko Minamino)          | Nobuyoshi Tozawa  | Masayuki Kishi    | Hitoshi Fujima    |                          | KICM-3171 | 26 de marzo de 2008  |
| 6   | The Kappuchu                    | Tsumetai Rosario                             | Sakura Tanpopo    | Daisuke Kikuta    | Daisuke Kikuta    | 13                       | KICM-3172 | 26 de marzo de 2008  |
| 6   | The Kappuchu                    | Toki no Kawa wo Koete (Ushirogami Hikaretai) | Yasushi Akimoto   | Gotō Tsugutoshi   | Daisuke Kikuta    | 2-1                      | KICM-3172 | 26 de marzo de 2008  |

#### Rosario + Vampire Capu2
| N.º | Cantante                        | Temas                              | Letra             | Compositor         | Arreglos          | Inserción en la historia | Etiqueta  | Fecha                   |
| --- | ------------------------------- | ---------------------------------- | ----------------- | ------------------ | ----------------- | ------------------------ | --------- | ----------------------- |
| 1   | Moka Akashiya (Nana Mizuki)     | Anata ni Kappuchu!                 | Sakura Tanpopo    | Noriyasu Agematsu  | Daisuke Kikuta    | 6                        | KICM-3177 | 29 de octubre de 2008   |
| 1   | Moka Akashiya (Nana Mizuki)     | DESIRE -Jounetsu- (Akina Nakamori) | Yōko Aki          | Kisaburo Suzuki    | Daisuke Kikuta    | 12                       | KICM-3177 | 29 de octubre de 2008   |
| 2   | Kokoa Shuzen (Chiwa Saitō)      | Positive Rock 'n' Roll             | Sakura Tanpopo    | Junpei Fujita      | Junpei Fujita     | 9                        | KICM-3178 | 29 de octubre de 2008   |
| 2   | Kokoa Shuzen (Chiwa Saitō)      | Shiroi Honoo (Yuki Saito)          | Yukinojō Mori     | Kōji Tamaki        | Junpei Fujita     |                          | KICM-3178 | 29 de octubre de 2008   |
| 3   | Kurumu Kurono (Misato Fukuen)   | Yafunanoni                         | Nagae Kuwabara    | Noriyasu Agematsu  | Daisuke Kikuta    | 3                        | KICM-3179 | 29 de octubre de 2008   |
| 3   | Kurumu Kurono (Misato Fukuen)   | Smile For Me (Naoko Kawai)         | Machiko Ryū       | Kōji Makaino       | Junpei Fujita     |                          | KICM-3179 | 29 de octubre de 2008   |
| 4   | Yukari Sendo (Kimiko Koyama)    | Majokko Onna no Ko                 | Nagae Kuwabara    | Daisuke Kikuta     | Daisuke Kikuta    | 5                        | KICM-3180 | 29 de octubre de 2008   |
| 4   | Yukari Sendo (Kimiko Koyama)    | Sabishii Nettaigyo (Wink)          | Neko Oikawa       | Masaya Ozeki       | Junpei Fujita     |                          | KICM-3180 | 29 de octubre de 2008   |
| 5   | Mizore Shirayuki (Rie Kugimiya) | Snow Storm                         | Sakura Tanpopo    | Hitoshi Fujima     | Hitoshi Fujima    | 3                        | KICM-3181 | 26 de noviembre de 2008 |
| 5   | Mizore Shirayuki (Rie Kugimiya) | Say Yes! (Momoko Kikuchi)          | Masao Urino       | Tetsushi Hayashi   | Masato Nakayama   | 5                        | KICM-3181 | 26 de noviembre de 2008 |
| 6   | Rubi Tōjō (Saeko Chiba)         | Orange no Kaerimichi               | Nagae Kuwabara    | Junpei Fujita      | Junpei Fujita     | 8                        | KICM-3182 | 26 de noviembre de 2008 |
| 6   | Rubi Tōjō (Saeko Chiba)         | Shinkokyuushite (Marina Watanabe)  | Yasushi Akimoto   | Harukichi Yamamoto | Junpei Fujita     |                          | KICM-3182 | 26 de noviembre de 2008 |
| 7   | The Kappuchu                    | Shalala -Watashi ni Kureta Mono-   | Sakura Tanpopo    | Hitoshi Fujima     | Hitoshi Fujima    | 13                       | KICM-3183 | 26 de noviembre de 2008 |
| 7   | Nazo Koumori (Koyasu Takehito)  | Hyakuman Kai no Juchiimu           | Noriyasu Agematsu | Noriyasu Agematsu  | Noriyasu Agematsu | 10                       | KICM-3183 | 26 de noviembre de 2008 |

### Álbumes enCD

#### Lista de temas
1. (MUGO・ん…色っぽい Mugo n… iroppoi?)
2. (スマイル・フォー・ミー Sumairu fō mī?, Smile For Me)
3. (デリケートに好きして Derikēto ni suki shite?, Delicate no Suki Shite)
4. (スローモーション Surōmōshon?, Slow motion)
5. (話しかけたかった Hanashikake Takatta?)
6. (EQUALロマンス Ikōruromansu?, Equal romance)
7. (DESIRE -情熱- Dezaia - Jōnetsu -?, DESIRE -Jounetsu-)
8. (白い炎 Shiroi honō?)
9. (時に愛は Toki ni ai wa?)
10. (淋しい熱帯魚 Sabishii Nettaigyo?)
11. (Say Yes!?)
12. (深呼吸して Shinkokyuushite?)
13. (赤いスイートピー Akai suītopī?, Akai sweet pea)
14. (時の河を越えて Toki no Kawa wo Koete?)

## Diferencias
La primera temporada del Anime, narra los eventos de los tomos 1 al 5, pero pasando de largo algunos arcos (Mizore llega antes de la excursión al mundo humano que son las primeras vacaciones del club de periodismo, la batalla contra la Comisión de seguridad pública es antes de la excursión), y (entre otras) se deja sin animar la primera pelea de Moka contra la profesora Ishigami. Poco a poco los capítulos de anime se van alejando de la historia original del manga, aunque algunos cuantos de ellos se basan en ciertos capítulos, la historia del anime no narra del todo una historia lineal y concreta, como lo es el manga. Además se puede notar que el anime contiene un mayor contenido de fanservice que el manga, al igual que el manga contiene más violencia.
Dentro de la historia, la batalla donde Kurumu demuestra su poder de súcubos es omitida en el anime. En la pelea de los girasoles, pelean contra Ruby y dan a su maestra por muerta; en el manga pelean contra la maestra, y Ruby los apoya. Además, la historia de la llegada de Mizore se da más rápido en el Anime, siendo originalmente poco después del regreso de la batalla en el campo de Girasoles (en el anime ella lucha esa batalla junto con ellos), además de que parte de la historia de su llegada es en gran parte diferente en el anime. También, en la batalla contra Kuyo, Tsukune lucha en forma de vampiro con Moka y lo derrotan, pero en el anime lo derrotan Moka y Gin. Entre otras notables diferencias con el manga, es la omisión total del arco de historia de Antitesis, los efectos de la sangre de vampiro en Tsukune, su trasformación en Ghoul y la historia del festival escolar es más corta y difiere en su totalidad.
Una posible y notable diferencia es que el anime sigue una historia basada, también, en el manga piloto de Rosario + Vampire. En este es mencionado que los padres de Moka crean el Rosario, explicando el por qué al final de la serie, Tsukune va a buscar a su Padre, por un nuevo Rosario.

## Censura
Durante la primera y la segunda temporada de Rosario + Vampire llegaron a estar presentes censuras en algunas cadenas televisivas de Japón, tales como TV Osaka y TV Aichi. A lo largo de toda la serie llegan a haber escenas que no son aptas para todo público, las cuales no permitieron que se vieran por completo, llegando hasta el punto de prohibir la visualización de momentos cuando las personajes femeninos mostraban accidentalmente su ropa interior, cuya censura era obvia, ocultándolas con una imagen de Nazo Koumori (Ko-chan) o colocando una iluminación muy clara o muy oscura en la escena, donde no se podía diferenciar la imagen, por poner unos ejemplos. Sin embargo, durante toda la serie hubo escenas que no fueron censuradas por completo.

## Críticas
En septiembre de 2008, el segundo volumen del manga se situó en el 16° lugar del BookScan.
Las críticas de Rosario + Vampire han sido en parte muy positivas, en el anime, su mayor crítica se basa en sus episodios formulados dando el término de "El monstruo Semanal". Dentro del ranking de popularidad (anime), la personalidad alterna de Moka resulta ser el personaje más interesante de todos, pero infrautilizada.
El anime tiene muchas críticas constructivas pero la mayor crítica y que está en contra es que este no es apegado al manga.

### Manga
En Japón, el manga más vendido de Rosario + Vampire, es el Volumen 3, con un total de 74 559 copias. Por otro lado, en Norteamérica, el manga de Season II casi siempre se ha encontrado en los ranking de los Best Seller, lista publicada por el New York Times, alcanzando a permanecer dentro del ranking un promedio de 5 a 6 semanas. Hasta ahora el volumen que más tiempo ha mantenido el n.º 1, es el primer Volumen, durante 3 semanas seguidas (4 a 25 de abril de 2010). El que más se ha mantenido dentro de los Best Seller, es el Volumen 3, durante 7 semanas seguidas (6 de diciembre de 2010 - 23 de enero de 2011).

#### Season II Vol 1
El Volumen 1 debutó dentro de la lista de los Best Seller, alcanzando la posición n.º 1 desde el 4 al 25 de abril En la semana del 25 de abril al 1 de mayo, bajó a la posición n.º 4, bajando a la 6.ª posición en la semana del 9 al 15 de mayo, al n.º 10 en la semana del 16 al 22 de mayo, y resubiendo al n.º 9 en la semana del 23 al 29 de mayo

#### Season II Vol 2
En la lista de los Best Seller del New York Times, el Volumen 2 alcanzó el n.º 2 entre el 1 y el 7 de agosto, el n.º 1 entre el 8 y el 14 de agosto, moviéndose a la posición 2 y 3, consecutivamente, entre el 15 y el 28 de agosto y a la posición 7.ª en la semana del 29 de agosto al 4 de septiembre de 2010.

#### Season II Vol 3
En Japón, el Volumen 3, ha sido el que ha alcanzado la posición más alta, alcanzando el n.º 10 en el Tohan Ranking del mes de su publicación (febrero), vendiendo 74 559 copias
En Norteamérica, se ha mantenido durante 7 semanas seguidas en el ranking de los superventas, con 5 de esas semanas entre los 5 primeros:
En las 2 penúltimas semanas de diciembre del 2010 (del 6 al  19), el Volumen 3 de Rosario + Vampire: Season II, se ubicó durante 2 semanas en el puesto n.º 2, y en la última semana completa perteneciente al 2010 (del 20 al 26), alcanzó el n.º 4. Poco después, en la semana del 27 de diciembre de 2010 al 2 de enero de 2011, alcanzó la posición 10.ª, y en la primera semana perteneciente totalmente al 2011, resubió al n.º 5, siendo el primer manga de Season II, que se ubica por más semanas dentro de los 5 primeros. En la semana del 10 al 16, el Vol. 3 se colocó en la posición n.º 6, de los superventas. Y en la semana del 17 al 23 de enero alcanzó la posición  n.º 7.